# Тур Фландрии 2016
Тур Фландрии 2016 — 100-я юбилейная однодневная гонка и 8-я в Мировом Туре UCI 2016 года, прошла 3 апреля 2016 года в Бельгии. Прошлогодний победитель Александер Кристофф из команды Team Katusha попытался защитить свой титул. Победу одержал словацкий велогонщик Петер Саган.

## Маршрут

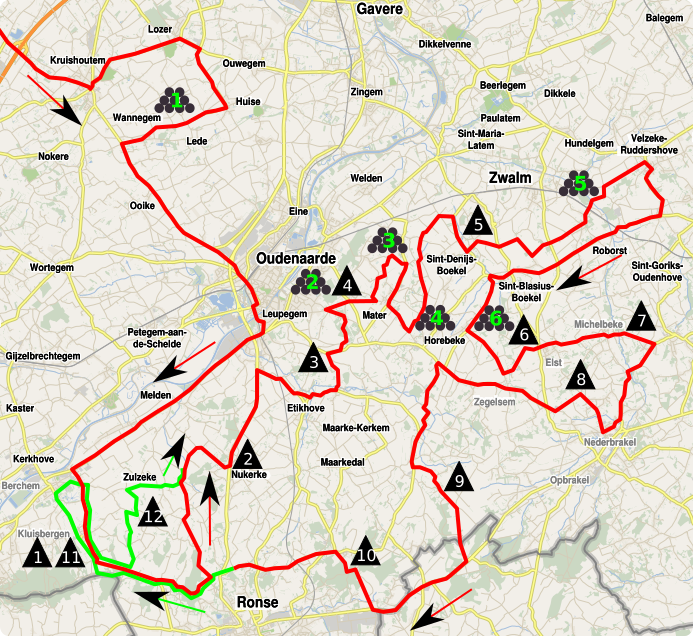
Первый круг(красным), второй круг (зелёным)

Гонщики стартовали в Брюгге и финишорова в Ауденарде. Они преодолели почти 256 километров. По маршруту гонки гонщики преодолели 18 подъёмов и 7 участков с брусчаткой.

## Команды участники
В гонке приняли участие 25 команд (18 UCI WorldTeams, 7 UCI Professional Continental teams), представивших по 8 гонщиков. Общее количество вышедших на старт 200 райдеров.
UCI WorldTeams
| - AG2R La Mondiale - Astana Pro Team - BMC Racing Team - Etixx-Quick Step - FDJ | - IAM Cycling - Lampre-Merida - Lotto Soudal - Movistar Team - Orica-GreenEDGE | - Cannondale - Team Giant-Alpecin - Team Katusha - Lotto NL-Jumbo - Dimension Data | - Team Sky - Tinkoff - Trek-Segafredo |

UCI Professional Continental teams
| - Bora-Argon 18 - CCC-Sprandi-Polkowice | - Direct Énergie - Roompot–Oranje Peloton\| | - Southeast–Venezuela - Topsport Vlaanderen-Baloise | - Wanty-Groupe Gobert |

## Российские участники
Team Katusha : Вячеслав Кузнецов, Сергей Лагутин, Алексей Цатевич
 Tinkoff : Павел Брутт, Николай Трусов

## Результаты
|    | Гонщик                    | Команда             | Время      |
| -- | ------------------------- | ------------------- | ---------- |
| 1  | Петер Саган (SVK)         | Tinkoff             | 6h 10' 37" |
| 2  | Фабиан Канчелара (SUI)    | Trek-Segafredo      | + 25"      |
| 3  | Сеп Ванмарке (BEL)        | Lotto NL-Jumbo      | + 28"      |
| 4  | Александер Кристофф (NOR) | Team Katusha        | + 49"      |
| 5  | Люк Роув (GBR)            | Team Sky            | + 49"      |
| 6  | Дилан ван Барле (NED)     | Cannondale          | + 49"      |
| 7  | Иманоль Эрвити (ESP)      | Movistar Team       | + 49"      |
| 8  | Зденек Штыбар (CZE)       | Etixx-Quick Step    | + 49"      |
| 9  | Димитри Клайс (BEL)       | Wanty-Groupe Gobert | + 49"      |
| 10 | Ники Терпстра (NED)       | Etixx-Quick Step    | + 49"      |